# گذشته چراغ راه آینده است
گذشته چراغ راه آینده است کتابی دربارهٔ تاریخ معاصر ایران است. این کتاب در اواسط دههٔ پنجاه خورشیدی توسط چند نویسندهٔ ناشناس نوشته و به صورت زیرزمینی به چاپ رسید. نویسندگان این کتاب خود را با نام مستعار «جامی» معرفی کرده‌بودند. چاپ کتاب به صورت تدریجی صورت گرفت و سپس کامل شد. این کتاب پس از انقلاب بهمن ۱۳۵۷ چندین بار و هر بار در ده‌ها هزار نسخه چاپ و منتشر شده‌است.

## نویسندگان
چاپ زیرزمینی کتاب گذشته چراغ راه آینده است در زمان پهلوی نام نویسندهٔ مشخصی را بر روی خود نداشت و به جای آن از نام مستعار «جامی» استفاده شده‌بود. به همین دلیل به مدتی طولانی همگان بر این گمان بودند که این کتاب توسط سازمانی سیاسی و به صورت گروهی نوشته شده‌است.
با این وجود بعدها مشخص شد که غلامعلی دهقان، محمدعلی فرزانه و محمدحسین مبین نویسندگان این اثر بوده‌اند. غلامعلی دهقان (۱۳۰۵ در تبریز - ۱۵ اردیبهشت ۱۳۹۵ در تهران) پزشک و تاریخ‌ نگار آذربایجانی و عضو فرقهٔ دموکرات آذربایجان بود. دو نویسندهٔ دیگر نیز محمدعلی فرزانه (۱۳۰۲ در تبریز - ۱۳۸۴ در گوتنبرگ) پژوهشگر فلولکلور، زبان و ادبیات ترکی آذربایجان، و سید محمدحسین مبین (۱۳۰۶ در تبریز - ۱۳۹۴ در تبریز) پزشک جذام ‌شناس و تاریخ ‌نگار، هر دو از فعالان سیاسی چپ آذربایجان بودند.
گفته می‌شود که این کتاب نویسندهٔ چهارمی هم دارد که هنوز ناشناخته باقی مانده‌است.

## موضوع
کتاب گذشته چراغ راه آینده است در ۱۲ فصل تدوین شده‌است. فصل‌های کتاب به شرح زیر است:
1. اشغال نظامی ایران به وسیله متفقین
2. سقوط دیکتاتوری رضاشاه و برقراری آزادی نسبی
3. کارنامه دولت فروغی
4. امتیاز نفت شمال ایران
5. اوضاع سیاسی کشور در آستانه نهضت دموکراتیک آذربایجان
6. نهضت دموکراتیک آذربایجان
7. دولت «حسن‌نیت» قوام‌السلطنه و «حل مسالمت‌آمیز» مسئله آذربایجان
8. اوضاع ایران پس از شکست نهضت آذربایجان
9. نهضت مردم ایران برای ملی کردن نفت در سراسر کشور
10. دکتر مصدق بر سریر قدرت
11. کودتای ۲۸ مرداد و شکست نهضت ملی و استقرار دیکتاتوری نظامی در ایران
12. کشور ما پس از کودتای ۲۸ مرداد